# Rheinviertel
Der Begriff Rheinviertel steht in Bonn für zwei verschiedene Gebiete. Zum einen wurden bis zum Zweiten Weltkrieg zwei Wohngebiete im heutigen Stadtbezirk Bonn so genannt, auf die heute noch ein statistischer Bezirk zurückgeht. Zum anderen wird der Begriff seit 2003 für eine Kirchengemeinde verwendet, die mehrere Bad Godesberger Stadtteile umfasst.

## Bonn

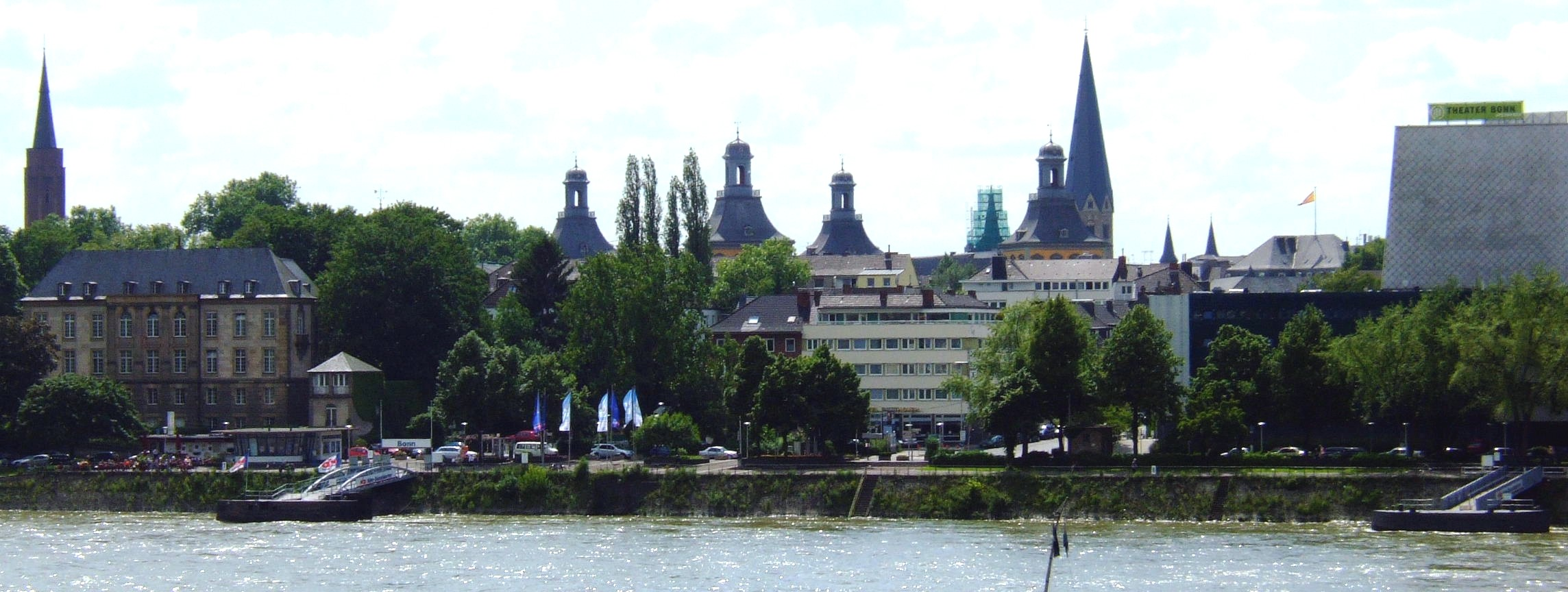
Blick auf die Bebauung im Jahre 2006

Historisch waren die bzw. das Rheinviertel die Wohngebiete auf Höhe der Bonner Innenstadt direkt am Rheinufer. Gebräuchlich war für diese Bereiche auch die Bezeichnung „Altstadt“.
Südlich der 1896–98 erbauten Rheinbrücke (Vorgängerbau der heutigen Kennedybrücke) bis zum Alten Zoll erstreckte sich ein Viertel, das ursprünglich von Fischern und Zöllnern bewohnt war und später zum städtischen Wohngebiet wurde. Als Mittelpunkt des Rheinviertels galt die am unteren Ende der Giergasse unmittelbar am Rheinufer gelegene Gertrudiskapelle.:77 f.
Zu den weiteren am Rheinufer gelegenen Bauten des Viertels gehörten Ende des 19. Jahrhunderts (von Süd nach Nord) das barocke „Mastiaux'sche Haus“ mit einem Erweiterungsbau für das preußische Oberbergamt von 1830 (1901–03 abgebrochen und durch den Neubau des Oberbergamts ersetzt), das Voigtstor als Hausdurchfahrt zur Vogtsgasse, das schräg zum Rhein stehende Hotel Rheineck:64 und die beiden barocken Stadtpalais des Boeselager Hofs mit seinen beiden zum Rheinufer auf Teilen der ehemaligen Stadtmauer gelegenen Pavillons und des Metternicher Hofs (1904/06 abgebrochen und durch einen fünfgeschossigen historisierenden Baukomplex aus vier bis fünf Häusern ersetzt):65. Am rheinseitigen Ende der Giergasse bestand bis zu seinem Abbruch im Jahre 1856 innerhalb der mittelalterlichen Stadtmauer das Giertor.:31:00
Nördlich der späteren Rheinbrücke bzw. Brückenstraße lag seit dem 19. Jahrhundert zwischen Josefstraße und Theaterstraße die sogenannte Kuhl, die sich vom Rheinufer in westliche Richtung bis zur Stiftskirche erstreckte. Hier wohnten die Arbeiter der Fabriken im Bonner Norden. Die Wohngebäude waren von minderer Qualität. Die Kuhl war in der Weimarer Republik eine Hochburg von KPD und SPD. In der Judengasse (ab 1886 Tempelstraße) entstand 1879 die neue Synagoge der Jüdischen Gemeinde Bonn, die 1938 im Zuge der Novemberpogrome zerstört wurde.:69 f.
Im Zweiten Weltkrieg wurde das Rheinviertel weitgehend zerstört. Man entschied sich, das zerstörte Viertel nicht wieder auf dem vorhandenen Straßengrundriss aufzubauen, sondern das gesamte Gelände des Brassertufers um zwei Meter höher zu legen:46:50 und komplett neu zu bebauen. Die oft noch mit ihren Außenwänden erhaltenen Ruinen der zerstörten Gebäude – darunter auch die Gertrudiskapelle:48:30 – wurden bis Mitte der 1950er-Jahre abgetragen oder zugeschüttet. An diese Neuordnung des Rheinviertels erinnert in der Brüdergasse ein stilisierter Stadtplan mit der Beschriftung „Altstadt-Umlegung 1944–1957“. 1944 steht für den schwersten Luftangriff auf Bonn am 18. Oktober, 1957 für den vorläufigen Abschluss der Neubebauung. Erhalten blieb unter den markanten Bauten im Rheinviertel südlich der Brückenstraße lediglich das in etwas veränderter Form wiederaufgebaute Oberbergamt.:81 Auf dem Grundstück des ehemaligen Nesselroderhofs (heute Straße Am Nesselroderhof mit Parkplatz) steht eine Stele zum Gedenken der Opfer der Bombenangriffe und zur Erinnerung an die alten Rheinviertel. Der Ausdruck „Altstadt“ wurde dann ab Mitte der 1970er-Jahre auf die innere Nordstadt übertragen.
Heute befinden sich auf dem Gebiet von Rheinviertel und Kuhl unter anderem die Oper Bonn (anstelle des Boeselager Hofs), die Beethovenhalle, die sich auf einem Hügel aus Altstadt-Schutt erhebt, und das Bonner Hilton-Hotel. Dieses steht auf dem Grundstück der früheren Hauptsynagoge von Bonn, die bereits am 9. November 1938 zerstört wurde. An der Uferpromenade vor dem Hotel erinnert ein Mahnmal an die zerstörte Synagoge. 2010/11 wurden im Zuge der Errichtung von vier achtstöckigen, kastenartigen Bauten:83 mit Eigentumswohnungen und Gewerbeflächen einige Gebäude aus der Neubebauung der Nachkriegszeit abgebrochen und dabei auch – begleitet von archäologischen Ausgrabungen des LVR-Amts für Bodendenkmalpflege im Rheinland – die Ruinen der Gertrudiskapelle und des Giertores abgebaggert.:49:53
Der Name Rheinviertel wird hier heute nur noch für den Statistischen Bezirk 110 Zentrum-Rheinviertel verwendet, der den Uferstreifen südlich der Kennedybrücke sowie den ganzen Teil des Stadtteils Zentrum nördlich des Bertha-von-Suttner-Platzes umfasst.

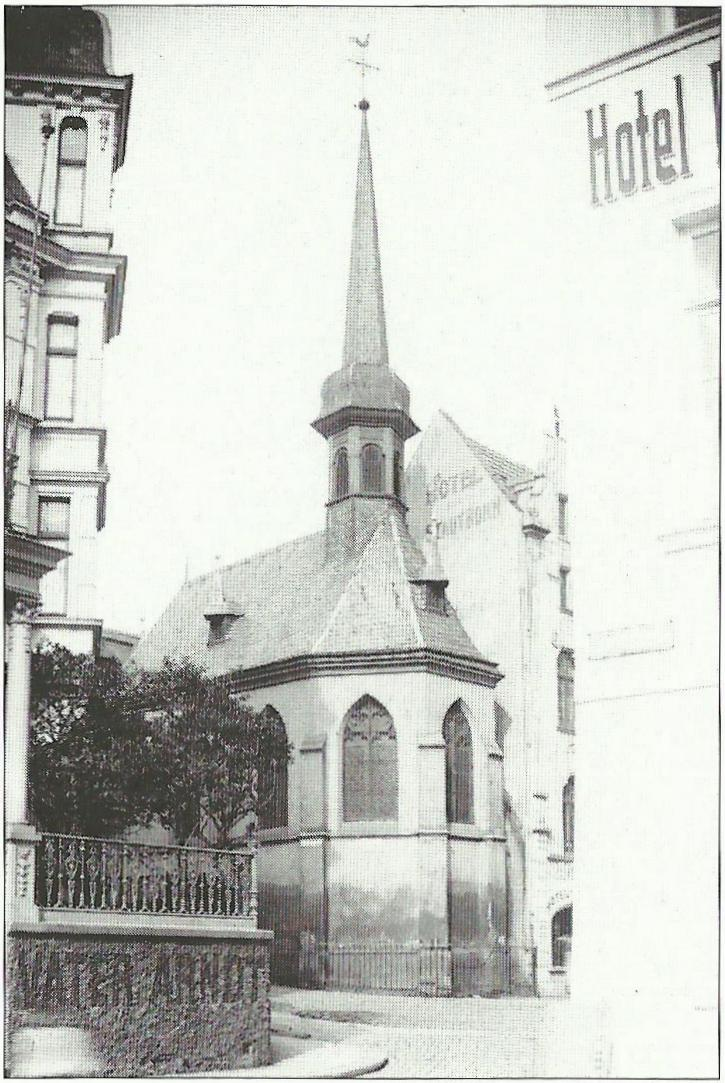
Gertrudiskapelle (um 1890)
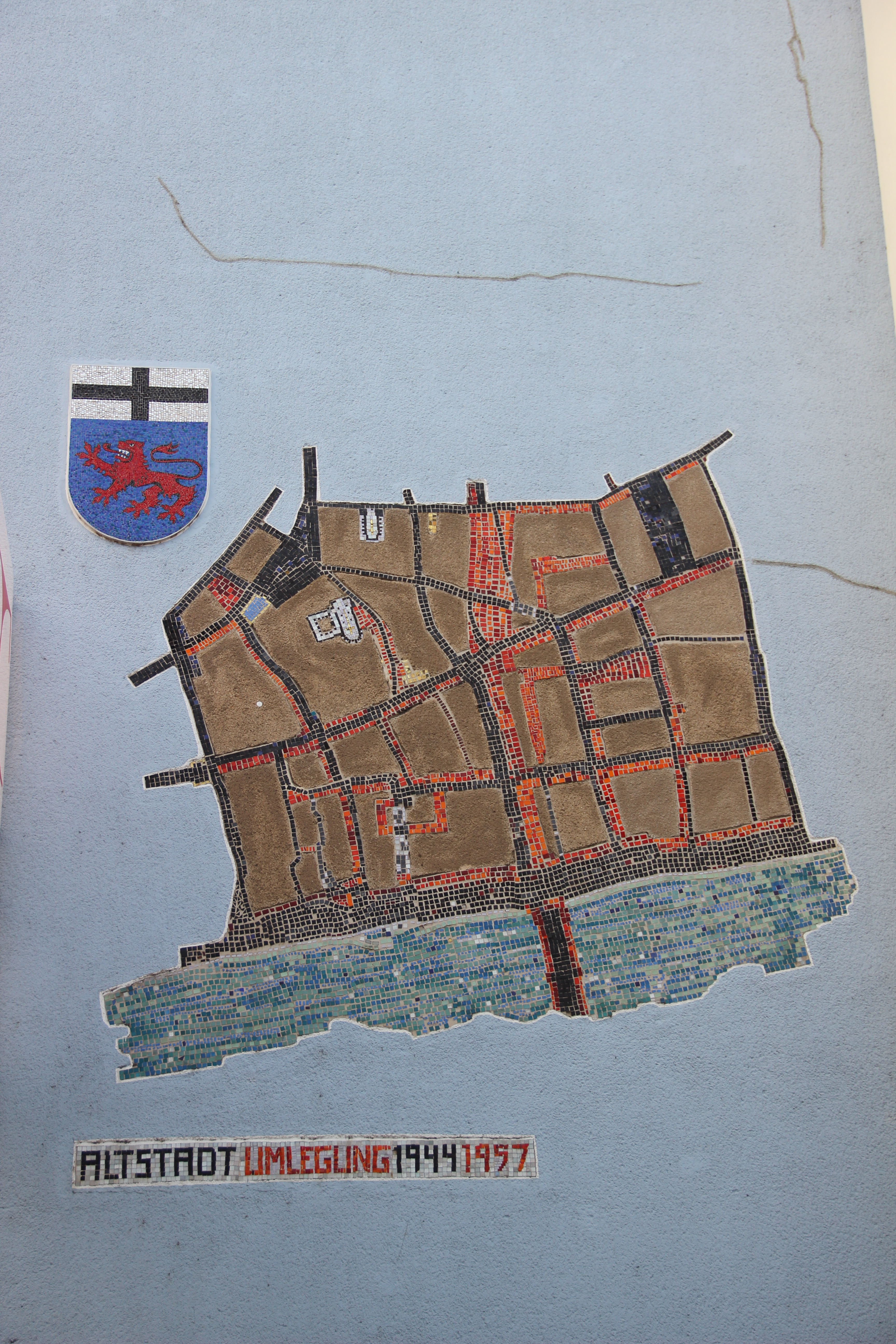
Wandmosaik Altstadtumlegung 1944–1957 in der Brüdergasse

## Bad Godesberg
In Bad Godesberg schlossen sich 2003 die katholischen Kirchengemeinden St. Evergislus und Heilig Kreuz und St. Andreas und Herz Jesu zum Katholischen Kirchengemeindeverband Bad Godesberg-Rheinviertel zusammen. Die Errichtungsurkunde datiert vom 9. Dezember 2003. Am 18. Juni 2005 gründete der neue Pfarrer beider Gemeinden, Pfarrer Wolfgang Picken die „Bürgerstiftung Rheinviertel“, eine Stiftung zur privaten Finanzierung kirchlicher und sozialer Einrichtungen im Rheinviertel, die unter Aufsicht des Erzbistums Köln steht. 2006 ging der Kirchengemeindeverband Rheinviertel im Zuge der Fusion der beiden Gemeinden über in die "Katholische Kirchengemeinde St. Andreas und Evergislus im Bad Godesberger Rheinviertel". Das Viertel wird verstanden als Zusammenschluss der nördlichen Stadtteile in direkter Rheinlage: Hochkreuz, Plittersdorf, Villenviertel und Rüngsdorf. Es reicht nördlich von der Südbrücke bis südlich zur Mehlemer Fähre und wird nach Osten vom Rhein und nach Westen von der B9 begrenzt.